# Mädelegabel
Il Mädelegabel è una montagna di 2.645 metri, composta di dolomia e appartenente alle Alpi dell'Algovia nei pressi di Oberstdorf. Si trova lungo la linea di confine tra l'Austria (Tirolo) e Germania (Baviera).

## Descrizione
È una delle cime più conosciute e più scalate delle Alpi tedesche. All'interno delle Alpi dell'Algovia è la quarta più alta con pareti che si estendono per una lunghezza fino a 400 metri. Insieme al Trettachspitze e al Hochfrottspitze forma una famosa triade nel crinale principale delle Alpi dell'Algovia. Il nome ha origine dai pascoli vicini (Mähder, parola austriaca e svizzera) e da come appare la triade guardando a Nord, ossia una forca (Gabel). Originariamente infatti, Mädelegabel era la denominazione di tutte e tre le cime, e solo successivamente è seguita una distinzione.
La cresta è percorsa dal confine tra Germania e Austria. Sul versante di sud-est si trova il Schwarzmilzferner, un piccolo ghiacciaio.
A sud, sotto la cima, passa la Heilbronner Weg, il sentiero più percorso.

## Ascesa
Il Mädelegabel si raggiunge velocemente dalla Heilbronner Weg. Si devia dalla Heilbronner Weg sul dorso della montagna poco sopra il Schwarzmilzferner e si segue il sentiero in arrampicata, non troppo difficile in quanto poco esposto e di roccia solida. La montagna attira per queste ragioni molti turisti. Vi sono inoltre rifugi da poter usare come punti d'appoggio. Dalla Lechtal il Mädelegabel è una meta apprezzata per tour sciistici in primavera. Le prime salite furono condotte durante l'opera di rilevamento topografico negli anni 1818-19 e nel 1835 per i lavori della commissione deputata a segnare il confine.

## Galleria d'immagini

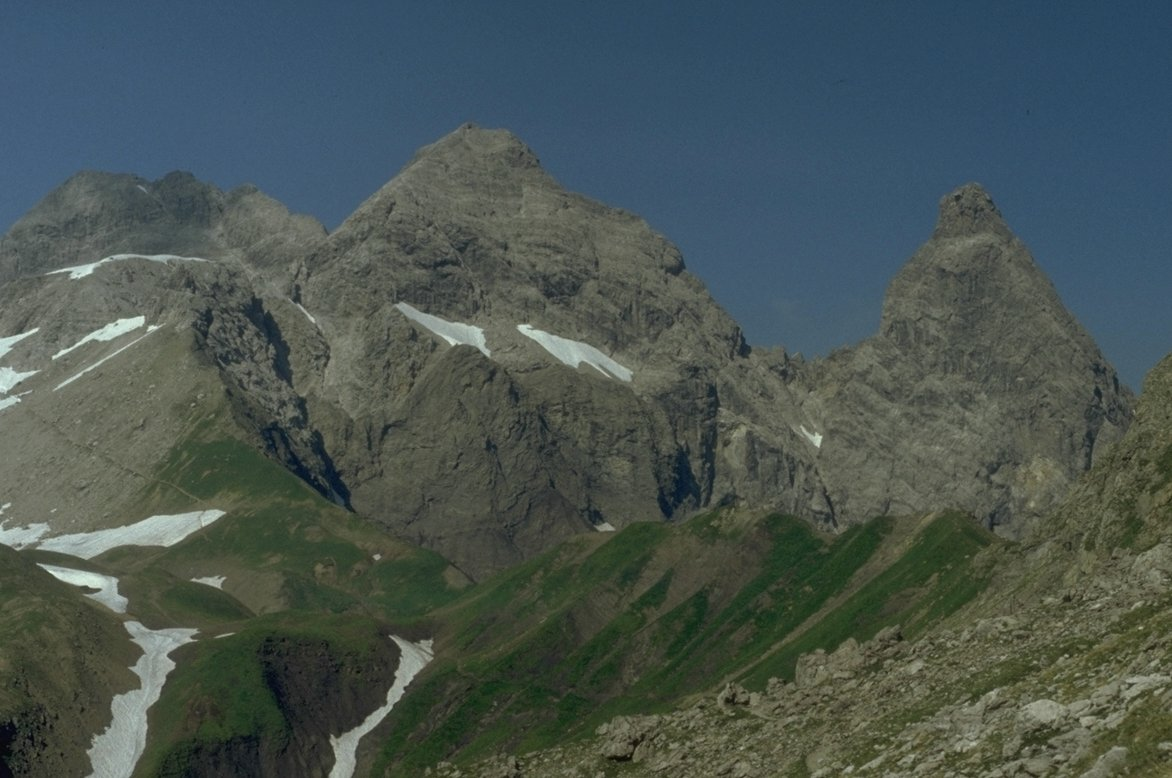
Mädelegabel (a sinistra) e Trettachspitze (a destra) da est
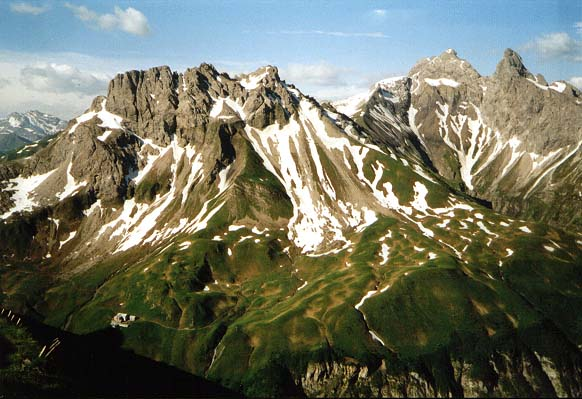
Vista sul Mädelegabel (seconda cima da destra) - a sinistra il Kratzer e alla sua sinistra il rifugio Kemptner Hütte
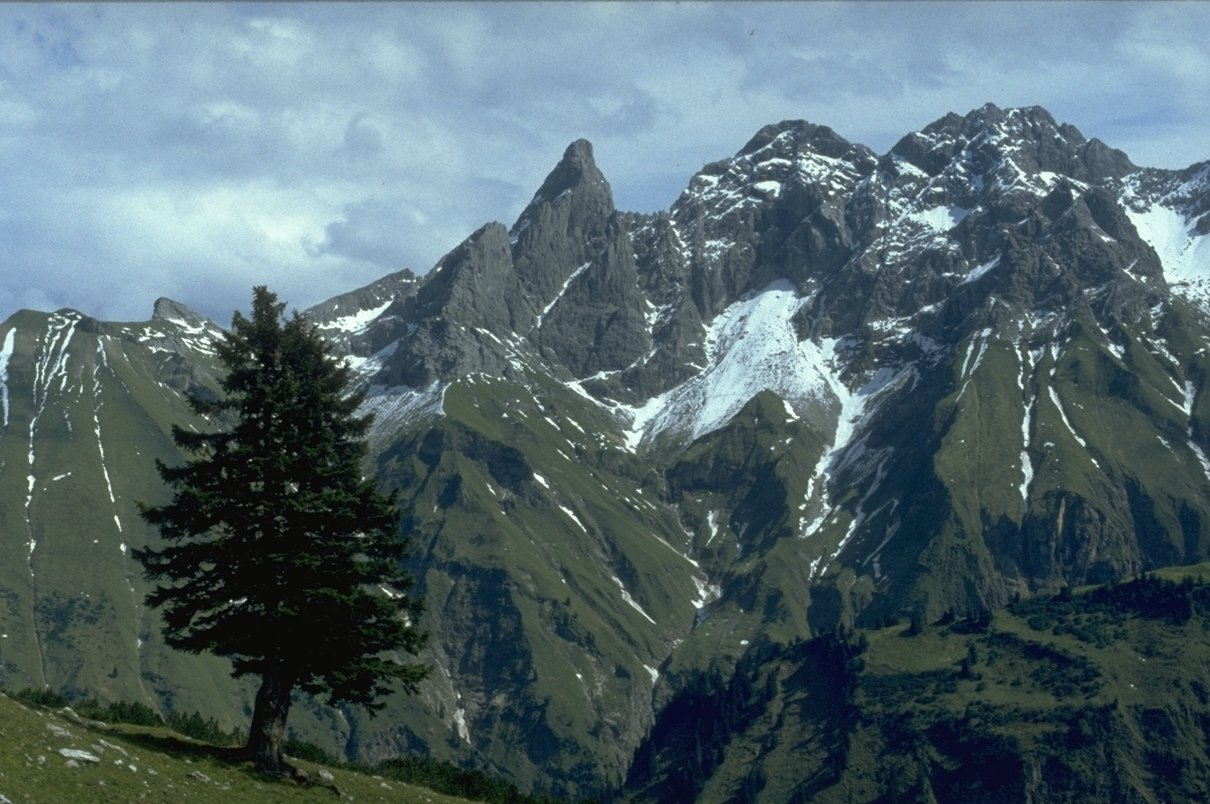
Il gruppo del Mädelegabel da ovest, da Taufersberg. Da sinistra: Trettachspitze, Mädelegabel, Hochfrottspitze